# Neurothemis fluctuans
Neurothemis fluctuans – gatunek ważki z rodziny ważkowatych (Libellulidae).